# Casa de les Màscares
La Casa de les Màscares és el nom d'una antiga casa de l'illa de Delos de les Cíclades, a Grècia. Les seues ruïnes formen part del jaciment de Delos, declarat Patrimoni de la Humanitat per la UNESCO. Forma part de l'anomenat barri Teatral de Delos.

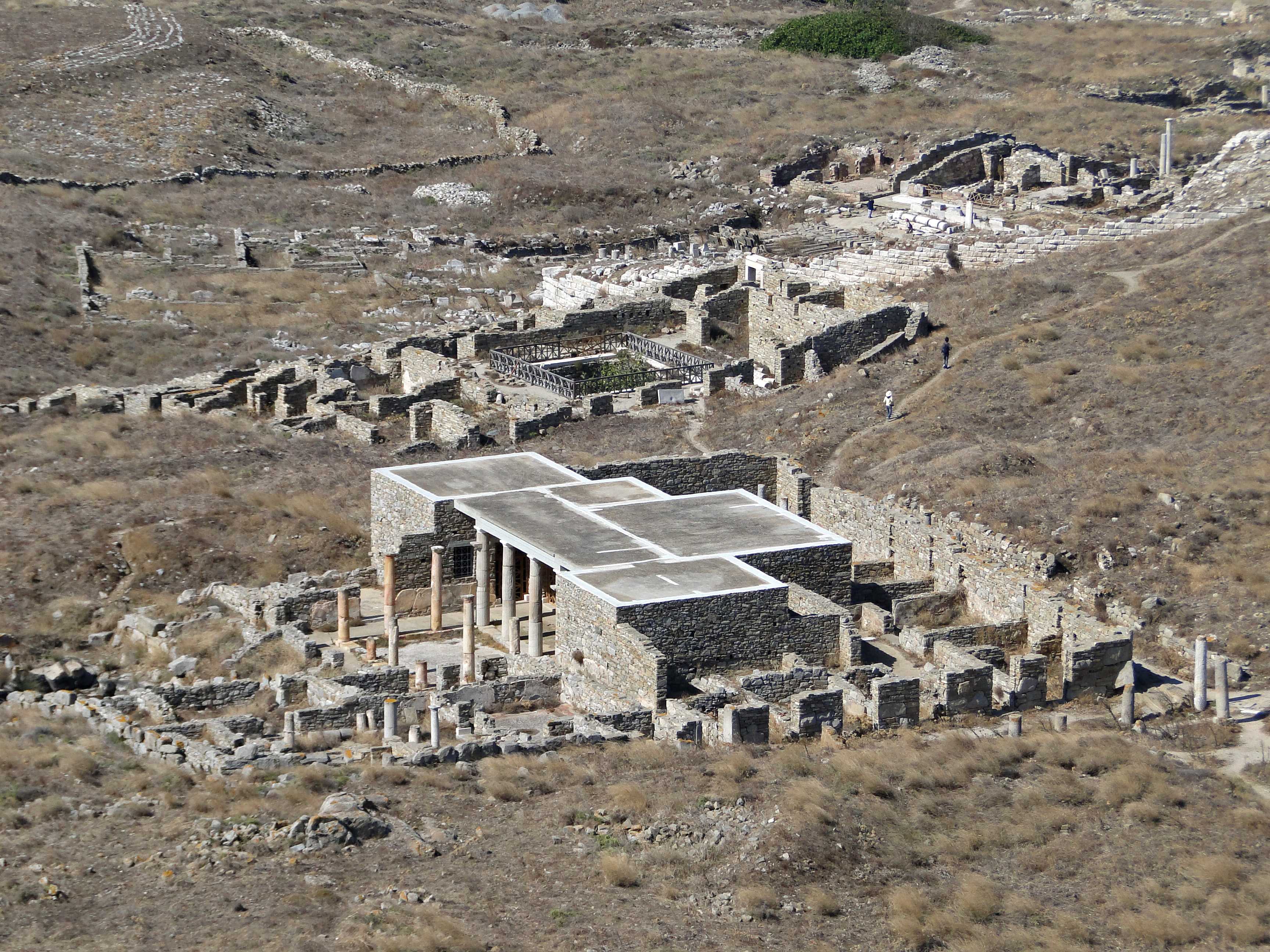
Ruïnes de la Casa de les Màscares

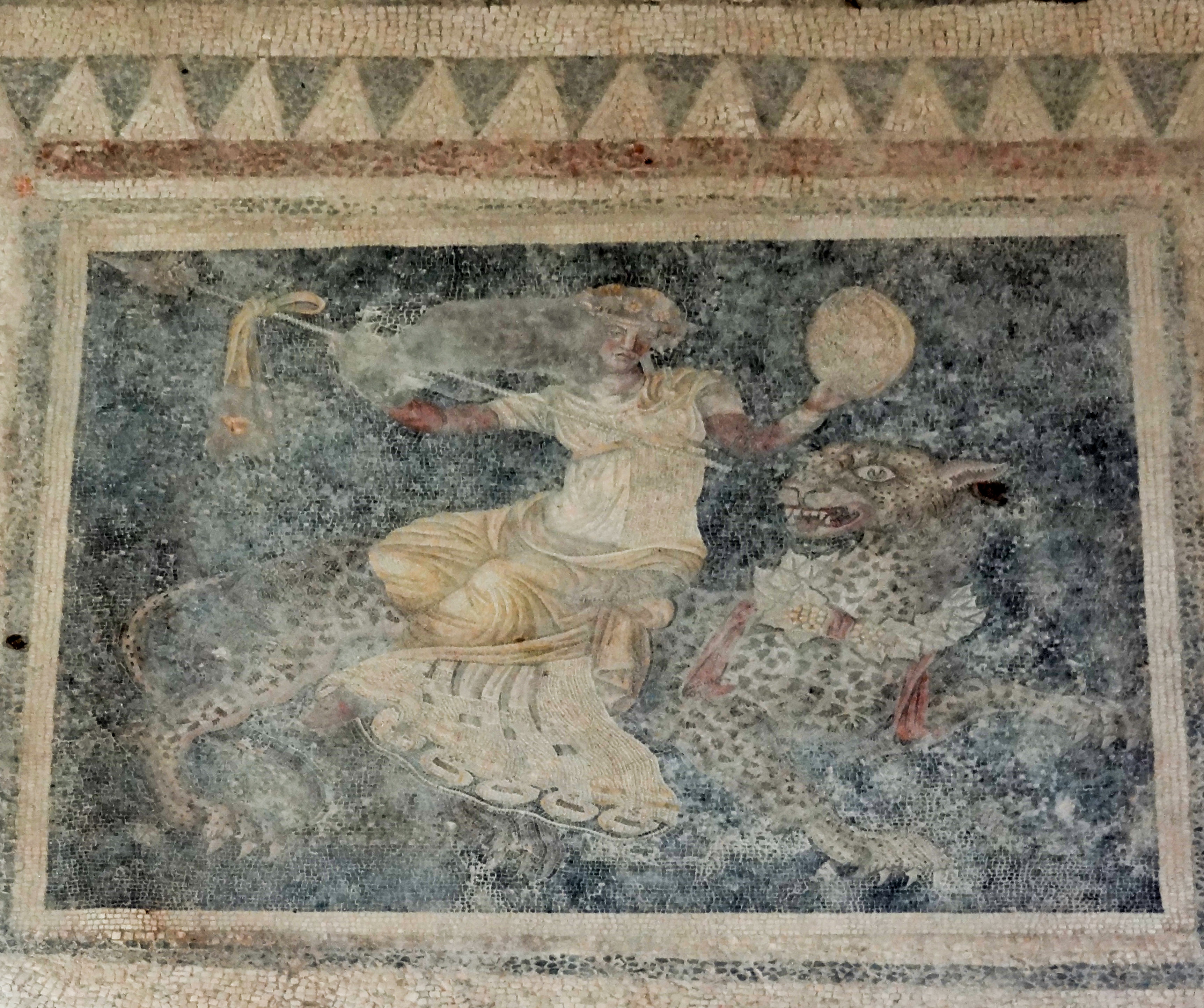
Mosaics del sòl de la Casa de les Màscares: Dionís munta un lleopard

La van construir en el període hel·lenístic al voltant del 120-80 abans de la nostra era. Es troba al sud-est del Teatre de Delos i és una de les moltes cases hel·lenístiques ornamentades de l'illa. És possible que donàs allotjament als actors que visitaven Delos. A més a més del teatre, la Casa de les Màscares es troba a prop de l'anomenada Casa dels Dofins.
La casa té patis amb columnates i estances. La façana també devia tenir columnata. Els sòls de les cambres estan decorats amb mosaics que representen temes relacionats amb Dionís i el teatre grec. Els mosaics més famosos representen Dionís muntat en un lleopard i les deu màscares teatrals que donen nom a l'edifici. Les parets de la casa es van pintar perquè semblassen de marbre.